# Hương Sơn, Hà Nội
Hương Sơn là một xã thuộc thành phố Hà Nội, Việt Nam.
Ngày 16 tháng 6 năm 2025, Quốc hội Việt Nam quyết định sắp xếp toàn bộ diện tích tự nhiên, quy mô dân số của các xã An Tiến, Hùng Tiến, Vạn Tín và Hương Sơn thuộc huyện Mỹ Đức cũ thành xã mới có tên gọi là xã Hương Sơn.

## Địa lý
Hương Sơn là một xã nằm ở phía Tây Nam huyện Mỹ Đức và là xã cực nam của Hà Nội. Là một xã bán sơn địa chuyển tiếp giữa vùng đồng bằng Bắc Bộ và vùng núi Tây Bắc, địa hình xã có hai dạng địa hình là đồng bằng ở phía Bắc và núi đá vôi ở phía Tây và Nam. Xã có vị trí, giới hạn:
- Phía Bắc giáp với xã Mỹ Đức và xã Hòa Xá
- Phía Đông giáp với xã Hòa Xá và phường Nguyễn Úy tỉnh Ninh Bình
- Phía Nam giáp với phường Tam Chúc tỉnh Ninh Bình
- Phía Tây giáp xã An Nghĩa và Cao Dương tỉnh Phú Thọ

## Hành chính
Xã Hương Sơn gồm các thôn: Hội Xá, Yến Vĩ, Đục Khê, Tiên Mai, Phú Yên, Hà Đoạn.

## Giao thông
- Đường bộ: các tuyến tỉnh lộ 419, 978...
- Đường sông: có tuyến sông Đáy. Ngoài ra đoạn đường sông (suối Yến) từ bến Đục Khê đến bến Thiên Trù được khai thác du lịch)
- Hệ thống xe buýt: 103A, 103B.

## Di tích
Hương Sơn gồm một hệ thống di tích thứ tự từ suối Yến vào là: đền Trình, chùa Thiên Trù, động Tiên, đền Giải Oan, đền Cửa Võng, động Hương Tích. Nhánh chùa Tuyết Sơn, chùa Thanh Sơn, Hương Đài, chùa Long Vân, động Hinh Bồng... Các di tích này thuộc quần thể di tích danh thắng Hương Sơn (chùa Hương). Lễ hội chùa Hương được mở vào ba tháng mùa xuân đây là một trong những lễ hội có lượng người đến hành hương và vãn cảnh lớn nhất miền Bắc.

## Kinh tế
Với lợi thế có khu di tích và danh thắng chùa Hương, xã Hương Sơn phát triển đa dạng có loại hình dịch vụ, kinh doanh phục vụ khách du lịch, trảy hội như: nhà nghỉ, nhà hàng, phục vụ ăn uống, vệ sinh, gửi xe, lái đò, bán đồ nông sản, đồ lưu niệm... Cụm danh thắng chùa Hương có vai trò lớn trong việc thúc đẩy, phát triển kinh tế của xã, đưa Hương Sơn cùng với Phùng Xá vào nhóm hai xã phát triển nhanh, kinh tế hộ gia đình vững nhất huyện Mỹ Đức.